# Мелодія двох сердець
«Мелодія двох сердець» — міжнародний пісенний фестиваль родинної творчості, заснований подружжям, народними артистами України Віталієм та Світланою Білоножками у 1999 році.
Участь беруть відомі виконавці та початківці зі своїми родичами.

## До історії
XIV фестиваль «Мелодія двох сердець» відбувся 8 грудня 2013 у НПМ «Україна».